# Contrastbåtar AB
Contrastbåtar AB var en svensk plastbåttillverkare i Karlstad.
Båtkonstruktören Rolf Magnusson grundade omkring 1980 tillsammans med tre kompanjorer Contrastbåtar AB i Karlstad, som fram till 1989 tillverkade Contrast 33, Contrast 36, Contrast 362 och Contrast 400. Företaget såldes 1989 till PMA Yachts.

## Tillverkade båttyper i urval
- 1978–1979 Contrast 33, ritad av Rolf Magnusson[2][3]
- 1983 Contrast 36, ritad av Rolf Magnusson[4]
- 1985 Contrast 362, ritad av Rolf Magnusson[4]
- 1989 Contrast 400, ritad av Rolf Magnusson[5]